# Debajo de los cielos púrpura
Debajo de los cielos púrpura es el octavo álbum de la banda de thrash metal Transmetal.
Buscando siempre mejorar sus producciones, en esta ocasión el grupo se trasladó a Hammond Indiana, USA y se encontró con el músico y productor Mike Sheffield con el que se identificaron de inmediato y mantuvo la misma calidad de grabación que en sus anteriores trabajos.  Entre las canciones que más destacan están «Debajo de los cielos púrpura», «Espantosa enfermedad» y «Decorado con clavos» que fue todo un éxito en Telehit.

## Lista de canciones
1. «Debajo de los cielos púrpura» (04:23)
2. «Replicante» (04:58)
3. «Humanidad de mármol» (03:42)
4. «Marcado por el demonio» (04:02)
5. «Decorado con clavos» (06:02)
6. «Glorificación de la fornicación» (05:04)
7. «Espantosa enfermedad» (04:47)
8. «Parricida» (04:52)
9. «Calcinado por pecados» (04:02)
10. «El pus de mi dolor» (05:11)

## Integrantes
- Lorenzo Partida Bravo - Bajo
- Javier Partida Bravo - Batería
- Juan Partida Bravo - Guitarra (líder)
- Ernesto Torres - Guitarra (Rítmica)
- Mauricio Torres - Voz